# Grønning Kirke
Grønning Kirke ligger i Grønning Sogn i det tidligere Salling Nørre Herred, Viborg Amt, nu Skive Kommune, Region Midtjylland. Kirken blev istandsat i 1964.
Apsis, kor og skib er opført i romansk tid af granitkvadre over skråkantsokkel. I murværket ses flere oprindelige rundbuevinduer. Norddøren er næsten forsvundet, syddøren er stadig i brug.
Omkring syddøren ses en portal med to søjlepar. På sydportalens tympanon ses en dramatisk udformet løve i relief, kapitælerne har primitive relieffer, her ses dyr og dekorativ udsmykning samt en kapitæl og en base med to modsatrettede figurer, kapitælens motiv med de to modsatrettede figurer kan minde om motivet med den falske præst på fonten i Skelby Kirke på Falster og på fonten i Fole Kirke på Gotland. Vest for portalen ses en skakbrætsten med 5 vandrette og 8 lodrette rækker. Tårn og våbenhus er opført i sengotisk tid.
Kor og skib har bjælkelofter. Apsis har bevaret sit halvkuppelhvælv men er skilt fra koret ved en væg. Den runde korbue har bevaret profilerede kragsten og sokkelsten. Alterprydelsen er en niche med en brændende urne og en trekant med Jahves navn på hebraisk i strålekrans, denne udsmykning stammer formodentlig fra 1700-tallet. Bent Exner har udført et kors til alteret i 1965, ved besøget i 2005 var korset ikke opstillet. Prædikestolen er fra 1605.

## Døbefont
Kirkens døbefont har fået ny kumme i 1964, kummen står på en sandstensfod fra 1100-tallet af den gotlandske mester Hegvald, foden er noget ophugget, (Mackeprang s.369). På foden ses fire skulpturelt udførte dyrehoveder med remfletværk, som er typisk for Hegvald, mellem hovederne ses tre relieffer, en mand griber om sin hals, en mand står ved et træ med en strikke om halsen, en mand hænger i et tre. Disse tre relieffer tolkes som Judas selvmord, efter han havde forrådt Jesus, motiverne findes ikke på andre fonte, som tillægges Hegvald, og er unik i fontekunsten. Fontefoden er registreret i Mackeprang -Importerede kalk og sandstensfont – Østlig import – Romanske fonte.
Roosval  mener at foden i Grønning Kirke beviser, at de jyske stenmestre har haft kendskab til den tidlige stenkunst på Gotland og er blevet inspireret af denne. Mackeprang modgår dette og mener, at de jyske stenmestre havde rigeligt med inspirationskilder i nærområdet, og han kan ikke se, hvor inspirationen fra de gotlandske mestre har givet sig udslag.
I tårnrummet står en romansk granitfont med firkantet fod. Denne font siges i kirken at være kirkens gamle font, men den nærmere historik kendes ikke.
- Døbefont med gotlandsk fod
- Tympanon over sydportalen
- Søjlebase med to figurer
- Sydportal og skaktavlkvader
- Skaktavlkvader
- Korbue og kor
- Romansk granitfont i tårnrummet